# 누무다이 세첸 칸
누무다이 세첸 칸 또는 나무다이 세첸 칸(Намудай сэцэн хаан, ? ~ 1607년 4월 20일 혹은 5월 15일) 혹은 나모대, 노무다이 세첸 칸(Номудай сэцэн хаан)은 몽골 동부 우익 투메드부의 제3대 칸(재위:1586년 ~ 1607년)이자 명나라 순의왕으로, 이름은 보르지긴 누무다이, 칸호는 세첸 칸이다. 세첸은 몽골어로 현명하다, 예지, 지예를 뜻한다. 명나라 사서에서는 초로크 또는 체리케(撦力克 Чөрүхэ), 초로(Чүрүг), 치레그(扯禮克) 등으로 번역된다. 초로크 콩타이지(楚嚕克 鴻台吉), 조리그투 노얀(卓哩克圖 諾延)으로도 불린다. 1586년부터 1607년까지 투메드부를 통치하였다.
1586년 투메드부의 칸을 계승했으며, 1589년부터 1590년 제3대 달라이 라마의 유체를 티베트로 운구하다가 칭하이에서 명나라군과 충돌, 무역시장이 일시 폐쇄되기도 했다.

## 생애
투메드부의 알탄 칸의 손자로, 아버지는 셍게두우렝 칸 또는 셍게두우렝 콩타이지이다. 북원의 카간 다얀 카안의 증손자이다. 초기에 그는 산시성의 편관(偏關)에 체류하며 유목하였다. 존호 세첸 칸은 현명한 칸이라는 뜻이고, 다른 존칭인 조리그투는 몽골어로 용감하다는 뜻이다.
1571년 명나라로부터 명나라 군사 지휘동지(指揮同知)의 직책을 받았다. 그와 그의 아버지는 종종 가축을 놓고 경쟁하였다. 1577년 할아버지 알탄 칸의 지시로 티베트에서 온 소남 갸초(제3세 달라이 라마)를 영접하였다. 1583년 명나라로부터 용호장군(龍虎將軍)의 직책을 받았다. 1583년 명나라로 투항했던 바한나기가 죽자, 그는 부다시리 타이지와 바한나기의 차 바한비지와 그 영토를 두고 경쟁하였다.
1586년 아버지 셍게 두구렝 칸이 죽자 투메드부의 칸을 계승하였다. 삼낭자는 자신과 아들 부다시리 타이지를 지지했던, 셍게두구렝 칸의 셋째 아들이자 그의 동생 무밍안 타이지를 임시 순의왕직에 앉혔으나 명나라로부터 공인받지 못했다. 1587년 3월 26일에 명나라로부터 순의왕(順義王)직을 습봉했다. 그해 5월 3일에 책봉받았다는 설도 있다. 삼낭자는 몽골의 장군 몇 명과 명나라와의 와시(互市) 교역권을 자신과 자신의 아들 부다시리 타이지가 독점하려 하였다. 누무다이는 크게 노하여, 병사를 일으켜 이들을 토벌했다. 1589년부터 1590년까지 그는 제3세 달라이 라마의 유체를 운구하여 티베트로 호송했으며, 군사를 이끌고 칭하이로 진입했다. 이때 명나라군과 충돌이 발생, 이 일로 명나라는 와시 무역을 중단, 철폐하였다.
1606년 3월 경 발병하였다. 1607년 4월 20일에 사망했으며, 일설에는 5월 15일에 사망했다는 설이 있다. 그의 뒤를 이어 아들 혹은 손자인 보쉬그트가 투메드부 칸위를 계승했다. 장남 찹투가 그보다 먼저 사망하여, 누무다이의 사후 투메드부의 수령 지위를 놓고 분쟁이 벌어지다가 4년 뒤 손자 보쉬그트가 칸위를 계승하게 된다.

## 참고 자료
- 《明史》卷327 韃靼傳

| 전임 셍게두우렝 칸 | 제6대 몽골 투메드부의 칸 (투메드인 먕간 알탄 쿠르딩 에르굴레치 차크라바르티 세첸 칸) 1586년 - 1607년 | 후임 보쉬그트 세첸 칸 |

| 전임 무밍안 타이지 | 제3대 명나라 순의왕 1586년 - 1607년 | 후임 보쉬그트 세첸 칸 |